# Durbani zavargás
A durbani zavargás 1949. január 13-án tört ki a Dél-afrikai Köztársaságban található Durban városban. A többségében zuluk által végrehajtott gyilkosságok, fosztogatások és rombolások fő célpontjai az indiai kereskedők és boltok voltak. A kétnapos zavargásban 142 ember meghalt, 1087 megsebesült, 58 boltot, 247 lakóhelyet és egy gyárat megrongáltak.

## A zavargások

### Január 13.
1949. január 13-án fekete afrikaiak indiai kereskedőkre támadtak az indiai üzleti negyedben. Néhány óra után a zavargás lecsendesült, az erőszak elsősorban a javak kisebb rongálására irányult. A rongálást fosztogatás kísérte. Egy rendőrdetektív jelentése szerint a zavargást egy zulu csoport szervezte: megakadályozták, hogy a buszok kihajtsanak a város központjából, így több ezer fekete afrikai utas maradt a területen. Sokan közülük dokkmunkások voltak, akik nem tudtak eljutni munkahelyükre. A tömegben agitátorok tűntek fel, akik azt hangoztatták, hogy ideje megszabadulni az indiaiktól.

### Január 14.
Másnap afrikaiak csoportja kezdetleges fegyverekkel ismét rátámadt az indiaiakra és üzleteikre. A zavargókat a helyszínen lévő európaiak is bujtogatták. A fosztogatás átterjedt Durban külső részeire is, ahol sok gyilkosságot, gyújtogatást és nemi erőszakot követtek el. Az Ilanga Lase Natal, Natal tartomány vezető fekete afrikai újságja védelmébe vette a pusztítást, és annak kirobbanásáért az áldozatokat, az indiaiakat tette felelőssé, mondván: azok megakadályozzák a feketék gazdasági térnyerését, megalázzák az afrikaiakat, és az európaiak is több jogot kapnak, mint a feketék.

## Fordítás
- Ez a szócikk részben vagy egészben  a   Durban Riot című angol Wikipédia-szócikk ezen változatának fordításán alapul.  Az eredeti cikk szerkesztőit annak laptörténete sorolja fel. Ez a jelzés csupán a megfogalmazás eredetét és a szerzői jogokat jelzi, nem szolgál a cikkben szereplő információk forrásmegjelöléseként.